# Caprese Michelangelo
Pour les articles homonymes, voir Caprese et Michelangelo (homonymie).
Caprese Michelangelo est une commune située dans la province d'Arezzo en Toscane en Italie.

## Culture
- Musée Michel-Ange

## Personnalité liée à la commune
- Michel-Ange (1475-1564), peintre, sculpteur, poète, architecte et urbaniste de la Haute Renaissance, y est né.
- Elio Boncompagni

## Administration
| Période                                  | Période  | Identité           | Étiquette | Qualité |
| ---------------------------------------- | -------- | ------------------ | --------- | ------- |
| juin 2004                                | En cours | Daniele Del Morino |           |         |
| Les données manquantes sont à compléter. |          |                    |           |         |

## Communes limitrophes
Anghiari, Chitignano, Chiusi della Verna, Pieve Santo Stefano, Subbiano.